# Velavios
Los velavios (en latín, Vellavii) fueron un pueblo alpino o galo entre los nerusos y los suetros.

Plinio los llama Velauni, sin determinar su territorio. Los Velauni de Plinio son los Vellavii mencionados por César, a los que Estrabón, por su parte, llama Vellaioi. En tiempos de César estaban sujetos a los arvernos junto con los gábalos. Ptolomeo los llama Velauni pero los sitúa cerca de los auscos, lo cual es imposible. Su territorio fue probablemente después el Velay. La ciudad principal fue Civitas Vellavorum.
César los menciona en una ocasión, en el libro VII de sus Comentarios a la guerra de las Galias, en referencia a Alesia, cuando se enumera la contribución que se reclamó a cada pueblo galo, se dice que se reclamaron treinta y cinco mil hombres 

a los arvernos, y con ellos, a los eleutetos, cadurcos, gábalos, velavios, que habitualmente están sometidos a los arvernos.